# Dorothy Cumming
Dorothy Cumming (Boorowa, Austràlia, 12 d’abril de 1894−Nova York, 10 de desembre de 1983) va ser una actriu de cinema mut. Entre les pel·lícules més destacades en les que intervingué es poden citar The King of Kings (1927) i The Wind (1928).

## Biografia
Nascuda a Austràlia, es va graduar a l’Ascham School per després iniciar una carrera com a actriu de teatre al seu país actuant en la companyia de J.C. Williamson en “Milestones” També va participar en algunes pel·lícules produïdes per Williamson com Within Our Gates (1915). Va emigrar als Estats Units però va ser contractada per la companyia de Cyril Maude per a una gira de la seva companyia per Austràlia però retornà als Estats Units amb la companyia per fer una gira per l’oest i finalment actuà a Nova York. Allà es va guanyar cert renom com a actriu principal en la companyia de Cyril Maude en obres com “Grumpy”, “Caste” i “School for Scandal”, així com a membre de la companyia de David Belasco en l’obra “Tiger! Tiger!”. Després de rebutjar diverses ofertes, acabà entrant en el món del cinema. Entre les productores amb les que actuà hi ha Tucker, Goldwyn, Bessie Barriscale, Robertson-Cole, First National, Fox, Paramount i Universal. El 1929 abandonà el mon del cinema però no la interpretació. Així, el 1929 i el 1939 actuà en les representacions a Broadway de “Judas” i “The Woman Brown”, respectivament. Es va casar dues vegades, primer amb Frank Elliott i després amb Allan McNab. Morí a Nova York el 1983.

## Filmografia
- Within Our Gates (1915)
- Snow White (1916)
- A Woman Who Understood (1920)
- The Woman and the Puppet (1920)
- The Notorious Mrs. Sands (1920)
- Notorious Miss Lisle (1920)
- Idols of Clay (1920)
- The Thief (1920)
- Ladies Must Live (1921)
- Don't Tell Everything (1921)
- The Man from Home (1922)
- Manslaughter (1922)
- The Self-Made Wife ([923)
- The Cheat (1923)
- Twenty-One (1923)
- The Next Corner (1924)
- Nellie, the Beautiful Cloak Model (1924)
- The Female (1924)
- One Way Street (1925)
- The Manicure Girl (1925)
- The Coast of Folly (1925)
- The New Commandment (1925)
- A Kiss for Cinderella (1925)
- Dancing Mothers (1926)
- Mademoiselle Modiste (1926)
- For Wives Only (1926)
- Butterflies in the Rain (1926)
- The King of Kings (1927)
- In Old Kentucky (1927)
- The Lovelorn (1927)
- The Divine Woman (1928)
- Forbidden Hours (1928)
- Life’s Mockery (1928)
- Our Dancing Daughters (1928)
- The Wind (1928)
- The Divine Lady (1929)
- Innocents of Paris (1929)
- Kitty (1929)
- Applause (1929)